# ギンザメ目
ギンザメ目 Chimaeriformesは、軟骨魚綱全頭亜綱（ぜんとうあこう）の下位分類群。3科6属に約50種が含まれ、日本近海には11種が生息している。現在は50種ほどの小さな分類群だが、化石記録によると多様で豊富な分類群であったとされる。板鰓亜綱との共通祖先は約4億年前に存在した。現生種は多くが深海に生息する。

## 形態

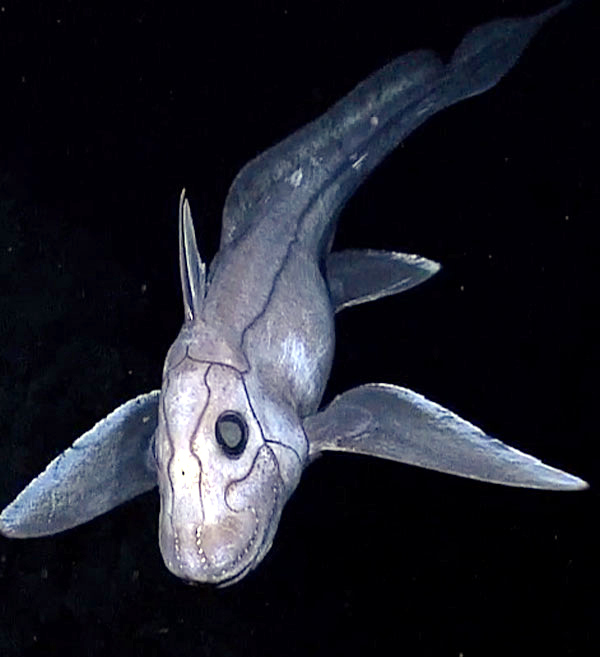
吻部の電気受容器が目立つ。

頭部は大きく尾は先細りで、体は柔らかいサメのようである。全長は150 cmに達する種もいる。骨格は軟骨で構成される。皮膚は滑らかで、鱗や皮歯は無い。しかし孵化したばかりの稚魚の背中には皮歯の列があり、雄の生殖器は鋸歯状である。鰓弓は鰓蓋に包まれており、胸鰭前部に開口部がある。総排出腔をもつ板鰓類とは異なり、肛門と生殖器の開口部は別々である。
胸鰭を用いて水中を羽ばたくように泳ぐ。胸鰭の後方には小さな腹鰭があり、臀鰭がある属も知られる。ギンザメ科、テングギンザメ科の尾鰭は薄くて鞭状であり、上下が対称的である。ゾウギンザメ科の尾鰭はサメと同様に異尾である。背鰭は2基あり、第一背鰭は大きな三角形で、第二背鰭は小さい。防御のため、背鰭の棘に毒をもつ種もいる。
多くの種では吻に感覚器官があり、獲物の電気信号を感知している。口蓋方形軟骨が脳函と融合している。後頭部は椎骨の複合体に支えられており、背鰭棘とも接続している。
歯は6枚の歯板から成り、生涯成長し続ける。下顎の先端に一対、上顎に沿って二対がある。これらの突き出た歯板によって獲物を粉砕する。歯の大部分は象牙質だが、プレロミンというエナメル質のように固い部分がある。プレロミンはシートまたはビーズ状に配置され、骨と同様に間葉由来の組織によって沈着する。またエナメル芽細胞由来の物質によるものでなく、他の動物では歯の中で結晶化する物質により硬化する。

## 生態
北極海と南極海を除く全世界の温帯海域に分布し、水深2,600 mまでの海底に生息しており、水深200 mより浅い場所ではほとんど見られない。しかしゾウギンザメ、カイブツギンザメ、ミダレボシギンザメは浅い場所でみられることが多く、水族館でもよく飼育される。主に甲殻類、その他にもクモヒトデや軟体動物を捕食する。現生種は底生生物を粉砕して捕食しているが、石炭紀には遊泳性の吸引捕食者も知られていた。雄にはクラスパーがあり、交尾を行う。卵は細長い紡錘形である。また交尾を補助するために特殊な構造を持っている。額から棒状の突起を伸ばし、交尾中に雌の胸鰭を掴む。また腹鰭の前の袋の中には鋸歯状の突起があり、交尾中に雄を雌に固定する。クラスパーは軟骨で融合され、先端で分岐して葉状になっている。カイブツギンザメの鰓にはChimaericola leptogaster という単生綱の寄生虫が寄生する。

## 保全と脅威
一部の種は混獲や乱獲の影響を受けている。IUCNによれば、4種が危急種としてリストされ、さらに4種が近危急種としてリストされ、さらに多くの種がデータ不足とされている。多くの種は生息範囲が限られており、混獲報告は通常正確さが不十分であるため、混獲の実態は不明である。データの欠如により、個体数の減少が見過ごされている種がいる。
沿岸に生息するいくつかの種、例えばゾウギンザメ科、Hydrolagus bemisi、Hydrolagus novaezealandiae などは、肉を目的として漁獲されている。現在の保護計画が制定される前の20世紀には、ゾウギンザメが深刻な乱獲を受けた。Neoharriotta pinnata は肝油を目的としてインド沿岸で標的にされており、最近の捕獲率の低下は個体数の激減を示している可能性がある。Callorhinchus callorynchus、Neoharriotta carri、カイブツギンザメ、ギンザメダマシ、ミダレボシギンザメ、およびHydrolagus melanophasma は生息域の特定の地域で混獲率が10%を超えており、急激に減少している種もいる。サメのように鰭を狙った漁業は行われていない。
もう一つの脅威は、沿岸の産卵場所や深海のサンゴ礁の生息地の破壊である。ゾウギンザメなど沿岸に近い場所に生息する種は、気候変動の影響を受けやすい。強い嵐や海水温の上昇により、孵化を完了するために必要な安定した環境が破壊され、卵の死亡率が増加すると予測されている。

## 分類
21世紀初頭には、深海探査の発達のため多くの新種が記載された。8%の種が絶滅の危機に瀕している。

### ギンザメ亜目 ChimaeroideiPatterson, 1965

#### ゾウギンザメ科 Callorhinchidae
ゾウギンザメ科 Callorhinchidae は1属3種。全て南半球にのみ分布しており、日本近海では見ることはできない。鉤状の吻をもつ。
- ゾウギンザメ属 Callorhinchus
  - Elephant fish Callorhinchus callorynchus (Linnaeus, 1758)
  - Cape elephantfish Callorhinchus capensis Dumeril, 1865
  - ゾウギンザメ Ghost shark Callorhinchus milii Bory de Saint-Vincent, 1823

#### ギンザメ科 Chimaeridae
ギンザメ科 Chimaeridae は2属約40種を含む。日本近海にはギンザメなど8種が生息する。ギンザメ科はゾウギンザメ科・テングギンザメ科のような特徴的な構造の吻をもたない。
- ギンザメ属 Chimaera
  - Chimaera Chimaera cubana Howell Rivero, 1936
  - ジョルダンギンザメ Chimaera jordani Tanaka, 1905
  - Bight ghostshark C. lemures (Whitley, 1939)
  - Carpenter's chimaera Chimaera lignaria Dider, 2002
  - カイブツギンザメ Rabbit fish Chimaera monstrosa Linnaeus, 1758
  - ギンザメダマシ C. ogilbyi (Waite, 1898)
  - シロブチギンザメ Chimaera owstoni Tanaka, 1905
  - Chimaera panthera Dider, 1998
  - ギンザメ Silver chimaera Chimaera phantasma Jordan & Snyder, 1900
- アカギンザメ属 Hydrolagus
  - Smalleyed rabbitfish H. affinis (de Brito Capello, 1868)
  - African chimaera H. africanus (Gilchrist, 1922)
  - イトヒキギンザメ H. alberti Bigelow et Schroeder, 1951
  - Hydrolagus alphus
  - ココノホシギンザメ H. barbouri (Garman, 1908)
  - Pale ghost shark Hydrolagus bemisi
  - ミダレボシギンザメ Spotted ratfish H. colliei (Lay & Bennett, 1839)
  - Philippine chimaera H. deani (Smith & Radcliffe, 1912)
  - ニジギンザメ H. eidolon (Jordan & Hubbs, 1925)
  - Hydrolagus lusitanicus
  - オオメアカギンザメ Bigeye chimaera Hydrolagus macrophthalmus F. de Buen, 1959
  - Striped rabbitfish　Hydrolagus matallanasi
  - Galapagos Ghost Shark　Hydrolagus mccoskeri
  - ムナグロギンザメ Large-eyed rabbitfish H. mirabilis (Collett, 1904)
  - アカギンザメ Spookfish H. mitsukurii (Jordan & Snyder, 1904)
  - Dark ghost shark H. novaezaelandiae (Fowler, 1911)
  - ムラサキギンザメ Purple chimaera H. purpurescens (Gilbert, 1905)
  - Hydrolagus pallidus
  - Pointy-nosed blue chimaera　Hydrolagus trolli Didier & Séret, 2002
  - Hydrolagus waitei

#### テングギンザメ科 Rhinochimaeridae
テングギンザメ科 Rhinochimaeridae は3属8種。日本近海にはアズマギンザメ・ヨミノツカイ・クロテングギンザメ・テングギンザメの4種が生息する。著しく伸長した吻をもつ。
- アズマギンザメ属 Harriotta[14][15]
  - アズマギンザメ Harriotta chaetirhampha H. chaetirhampha (Tanaka, 1909)
  - ヨミノツカイ Narrownose chimaera H. raleighana Goode & Bean, 1895
- Neoharriotta 属
  - N. carri Bullis & Carpenter, 1966
  - Sicklefin chimaera N. pinnata (Schnakenbeck, 1931)
  - N. pumila Dider & Stemann, 1966
- テングギンザメ属 Rhinochimaera
  - クロテングギンザメ R. africana Compagno, Stehmann & Ebert, 1990
  - ニシテングギンザメ Spearnose chimaera R. atlantica Holt & Byrne, 1909
  - テングギンザメ Pacific spookfish R. pacifica (Mitsukuri, 1895)

## 進化
良質な化石は不足しており、DNA解析によって種分化が研究されている。全頭亜綱は3億8000万年前のデボン紀に板鰓亜綱と分岐したと考えられている。既知の最古の種はロシアの前期石炭紀の地層から発見された Protochimaera であり、ギンザメ亜目と密接に関連している。現生種に起因する最古の化石はヨーロッパの前期ジュラ紀の地層から得られたものだが、後期三畳紀のロシアからはテングギンザメ科に似た、ニュージーランドからはゾウギンザメ科に似た卵殻の化石が発見されている。現生種と異なり、中生代の種は浅い水域に生息していた。
以下の絶滅分類群が知られる。
- †エキノキマエラ Echinochimaera Lund, 1977 アメリカ合衆国、サープコビアン
- †Protochimaera Lebedev & Popov in Lebedev et al., 2021 モスクワ地域、(ビゼーアン–サープコビアン)
- †Squaloraja ヨーロッパ、(ヘッタンギアン–シネムーリアン)
- †Myriacanthoidei Patterson 1965 (後期三畳紀–後期ジュラ紀)
  - †Chimaeropsidae
    - †Chimaeropsis Zittel 1887 ベルギー、シネムーリアン

  - †ミリアカンタス科 Myriacanthidae Woodward 1889
    - †Acanthorhina Fraas 1910 ポシドニア頁岩、ドイツ、トアルシアン
    - †Agkistracanthus Duffin and Furrer 1981 オーストラリア、イングランド、スイス、(レーティアン–シネムーリアン)
    - †Alethodontus Duffin 1983 ドイツ、シネムーリアン
    - †Halonodon Duffin 1984 ベルギー、ルクセンブルク、シネムーリアン
    - †メトパカンタス Metopacanthus Zittel 1887 ポシドニア頁岩、ドイツ、トアルシアン
    - †Oblidens Duffin and Milàn 2017 デンマーク、プリンスバッキアン
    - †ミリアカンタス Myriacanthus Agassiz 1837 英国、(レーティアン–シネムーリアン)
    - †Recurvacanthus Duffin 1981 英国、シネムーリアン
- Chimaeroidei Patterson 1965
  - †Eomanodon Ward and Duffin 1989 英国、プリンスバッキアン
  - ゾウギンザメ科 Callorhinchidae Garman, 1901
    - †Brachymylus A. S. Woodward 1894 ドイツ、プリンスバッキアン
    - †Bathytheristes Duffin 1995 ポシドニア頁岩、ドイツ、トアルシアン
    - †Ottangodus Popov, Delsate & Felten, 2019 フランス、バッジョシアン
    - †Moskovirhynchus ロシア、後期ジュラ紀
    - †Pachymylus 英国、フランス、中期ジュラ紀

  - †エダフォドン科 Edaphodontidae
    - †イスキオドゥス Ischyodus 世界中、中期ジュラ紀-中新世 (ゾウギンザメ科に分類される場合もある)
    - †Elasmodectes ヨーロッパ、ジュラ紀–白亜紀
    - †Elasmodus 世界中、白亜紀-古第三期
    - †エダフォドン Edaphodon 世界中、白亜紀-新第三期
    - †Ptyktoptychion オーストラリア、前期白亜紀
    - †Lebediodon ヨーロッパ、白亜紀

  - ギンザメ科 Chimaeridae Bonaparte, 1831
    - †Canadodus Popov, Johns & Suntok, 2020 カナダ、漸新世

  - テングギンザメ科 Rhinochimaeridae Garman, 1901
    - †Amylodon ヨーロッパ、後期白亜紀–漸新世